# منيبور
مَنِيبُور (بالهندستانية: منی پور) ولاية في أقصى شرقي الهند وعاصمتها إنفال. تحدها ولاية ناكستان من الشمال وولاية ميزورام من الجنوب وولاية آسام من الغرب ومينمار من الشرف والجنوب (منطقة سكاين وولاية جين). تبلغ مساحة الولاية 22,327 كيلومتر مربع (8,621 ميل مربع). اللغة الميتية (اللغة المنيبورية) هي اللغة الرسمية والأكثر انتشارا بالولاية هي بالأساس لغة الشعب الميتي وتُستخدم كلغة تواصل مشتركة في الولاية. لعبت منيبور دورًا محوريًا في التبادل الاقتصادي والثقافي الآسيوي لأكثر من 2500 عام حيث ربطت بين شبه القارة الهندية وآسيا الوسطى بجنوب شرق آسيا وشرق آسيا وسيبيريا وميكرونيسيا وبولينيزيا.
كانت منيبور إحدى الولاية الأميرية في الراج البريطاني. وقع المهراجا بوداشاندرا سينغ صك الانضمام إلى اتحاد الهندي في 11 أغسطس 1947، ذكر الكثيرون أن الملك لم تكن له صلاحية التوقيع على صك الانضمام، وقع المهرجا اتفاقية الاندماج في 21 سبتمبر 1949 بدون استشارة الوزارة الشعبية في مخالفة لدستور ولاية منيبور لعام 1947، ووقعت التوقيع طلب الملك بالعودة إلى منيبور لمناقشة الأمر مع شعبه لكن طلبه رفض. انضمت الولاية إلى الهند وأصبحت ولاية من الفئة ج. سبب حالة الاكراه على الاندماج هذه في تمرد لمدة 50 عاما من أجل الاستقلال عن الهند، قتل في هذا التمرد أكثر من 1000 شخص من عام 2009 حتى عام 2018.
يمثل شعب ميتي حوالي 53٪ من سكان ولاية منيبور يليها قبائل الناغا المختلفة بنسبة 20٪ وقبائل كوكي بنسبة 16٪. تدين المجموعات العرقية في منيبور بمجموعة متنوعة من الأديان. لكن الهندوسية والنصرانية هما الديانتان الرئيستان بالولاية كما في تعداد عام 2011.
اقتصاد منيبور يقوم على القطاع الزراعي وبه إمكانات كبيرة لتوليد الطاقة الكهرومائية. يصل الولاية مطار إنفال الولاية بباقي ولايات الهند وهو ثاني أكبر مطار في شمال شرق الهند. يوجد في الولاية منيبور العديد من الألعاب الرياضية وهي أصل رقص منيبوري، وتعود لعبة البولو إليها.

## التسمية
من أطلق اسم منيبور (بالسنسكريتية: मणिपुर, رومنة: maṇipura, lit. ''city of jewels'')، حرفيًا "مدينة المجوهرات" هو غريب نواز في القرن الثامن عشر. سميت على اسم مملكة تحمل نفس الاسم مذكورة في الملحمة الهندوسية ماهابهاراتا. كانت تُعرف المنطقة في السابق بـكانجليباك (باللغة الميتية: ꯀꯪꯂꯩꯄꯛ، باللاتينية: Kangleipak) أو ميتيليباك (بالميتية:ꯃꯩꯇꯩꯂꯩꯕꯥꯛ، حرفيًا: أرض الميتين). شرح كتاب Dharani Samhita (1825-34) الأساطير السنسكريتية حول أصل اسم منيبور.
من الأسماء الأخرى لها ساناليباك (بالميتية: ꯁꯅꯥꯂꯩꯕꯥꯛ، وتُترجم إلى: أرض الذهب، الأرض الذهبية) بسبب سعادتها وازدهارها. ذكر هذا الاسم في Loiyumba Shinyen العائد للقرنين الحادي عشر والثاني عشر،10 يُستخدم ذلك الاسم في نشيد منيبور "سانا ليباك منيبور".

## التاريخ

### مملكة مونغكاونغ
ذكرت سجلات تاي أن منيبور (Kahse) كانت واحدة من الأراضي التي غزاها ساملونجفا (1150-1201)، أول تشاو فا من مونغكاونغ. ذكر في نقش من القرن الرابع عشر عثر عليه في باغان، ميانمار، أن كاسان (منيبور) كانت واحدة من 21 ولاية وقت حكم حاكم مونغ ماو ثونغانبوا (1413-1445/6).

### القرون الوسطى
شاعت الزواجات العائلات المالكة في منيبور ومملكة أهوم وبورما في العصور الوسطى، وتشير مخطوطات "بويا" التي اكتُشفت في القرن العشرين أن الهندوس من شبه القارة الهندية قد تزوجوا من ملوك منيبور منذ القرن الرابع عشر. زادات هذه الزواجات في القرون التالية فتشملت ملوك مناطق آسام والبنغال وأتر برديش الحالية وممالك جنوب الهند. تُظهر مخطوطة أخرى أن المسلمين وصلوا إلى منيبور في القرن السابع عشر من بنغلاديش الحالية في عهد الملك ميدينغو خاجيمبا. أثرت الاضطرابات الاجتماعية والسياسية وبالأخص الحرب الإنجليزية البورمية بقوة على التركيبة الثقافية والدينية لمنيبور.

### الفترة الاستعمارية البريطانية
تحالف حاكم منيبور في عام 1824 مع الراج البريطاني بالتي أصبحت مسؤولة عن الدفاع عن منيبور. ثم أصبحت الولاية ولاية أميرية تتمتع بالحكم الذاتي في الهند. كانت منيبور مسرحا للعديد من المعارك بين الغزاة اليابانيين والقوات الهندية البريطانية في الحرب العالمية الثانية. هُزم اليابانيون في معركة إنفال والتي كانت واحدة من نقاط التحول في جنوب آسيا.

### ما بعد الاستعمار
أخذ المهراجا بنصيحة بعثة مجلس الوزراء البريطاني ومجلس الأمراء بعد الحرب لكي يجري إصلاحات ديمقراطية في الولاية. صدر قانون دستور ولاية منيبور لعام 1947 في يوليو 1947 أنشئت بموجبه جمعية تشريعية منتخبة ورئيس وزراء. وجرت انتخابات الجمعية في العام التالي.
قسمت الهند البريطانية في ذلك العام إلى دولتين الهند وباكستان، ونصحت جميع الولايات الأميرية "بالانضمام" إلى إحدى الدولتين لكي تولي إدارة شؤونها الخارجية والدفاع. انضم المهراجا إلى الهند في 11 أغسطس 1947 ووقع اتفاقية.

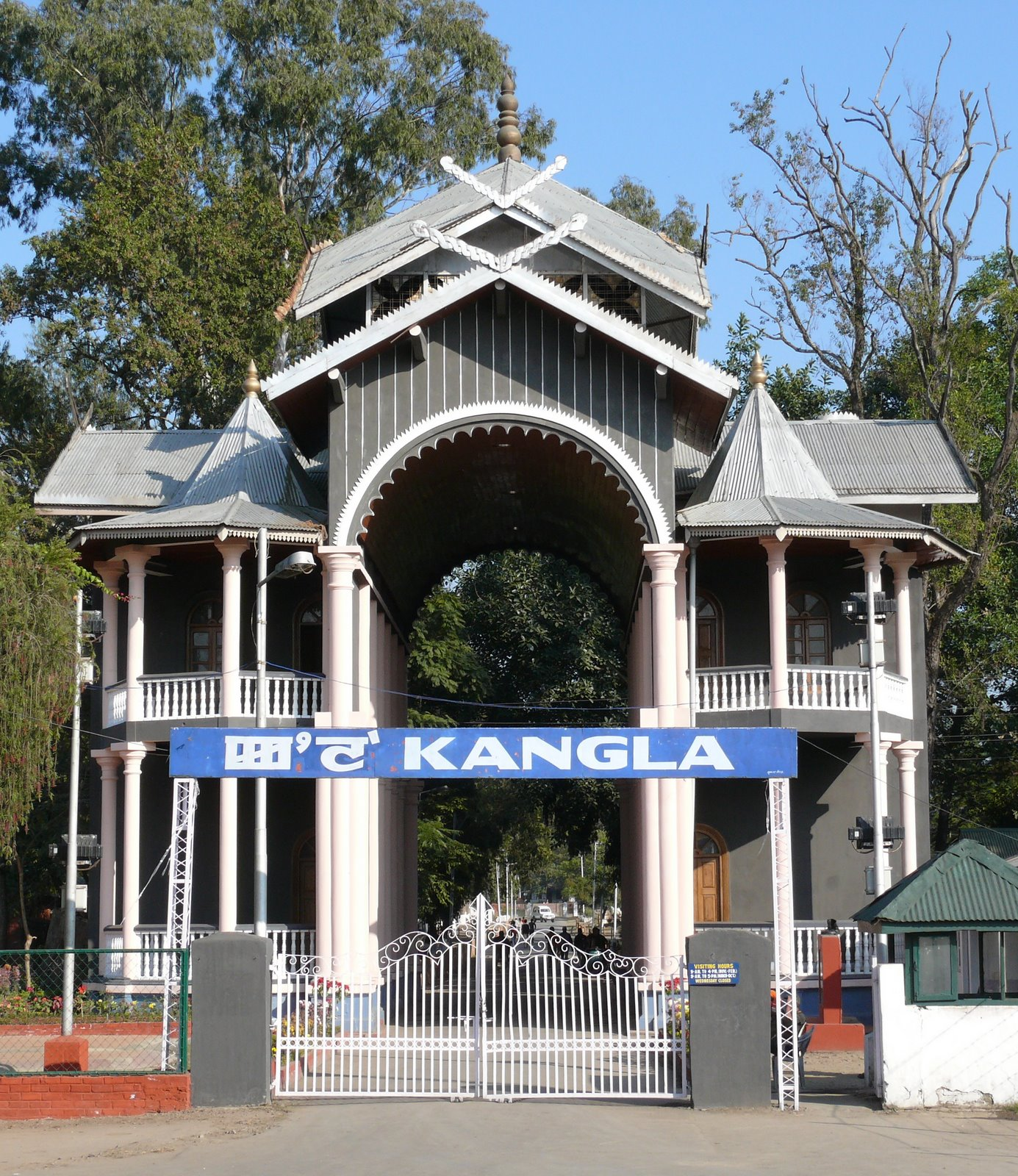
بوابة كَنْكَلَا المدخل الغربي لقلعة كَنْكَلَا

أعيد تنظيم العديد من الولايات الأميرية في الهند في العامين التاليين لكي تصبح الهند تصبح جمهورية دستورية. في هذا السياق قدمت مقترحات لإعادة التنظيم لمنيبور ولكن لم تقبل لأنكها كانت غير مناسبة. أصبحت منيبور في النهاية ولاية من الفئة ج (ثم أصبح إقليم اتحادي) بعد توقيع المهراجا على اتفاقية اندماج، ويعتقد أنه وقع عليها بالإكراه. حلت الجمعية التشريعية للولاية وتولى إدارتها رئيس مفوض تعينه الحكومة المركزية، وأنشئ مجلس استشاري يضم أعضاء معينين لإسداء المشورة إلى رئيس المفوضين. استبدل المجلس الاستشاري في عام 1956 بمجلس إقليمي يضم أعضاء منتخبين في الغالب. أصبح للولاية جمعية تشريعية في عام 1963 بمجلس وزراء برئاسة رئيس الوزراء. أصبحت ولاية كاملة في عام 1972 بموجب قانون المناطق الشمالية الشرقية (إعادة التنظيم) لعام 1971.
للولاية سجل طويل من التمردات والنزاعات العرقية. تأسست أول جماعة معارضة مسلحة في عام 1964 وهي جبهة التحرير الوطني المتحدة (UNLF) بهدف استقلال منيبور عن الهند. تشكلت العديد من المجموعات بمرور الوقت لكل منها أهداف مختلفة واستمدت الدعم من مجموعات عرقية متنوعة في منيبور. شُكل حزب الشعب الثوري في كانجليباك (PREPAK) في عام 1977 وجيش التحرير الشعبي في عام 1978 وتشتبه هيومن رايتس ووتش أنهم يتلقون تدريبًا  من الصين. أسس حزب كانجليباك الشيوعي (KCP) في عام 1980. بدأت هذه الجماعات موجة من عمليات السطو على البنوك والهجمات على ضباط الشرطة والمباني الحكومية. وناشدت حكومة الولاية الحكومة المركزية في نيودلهي في الدعم لمكافحة الجماعات المسلحة هذه.

#### تسميتها منطقة مضطربة
صنفت الحكومة الهندية منيبور منطقة مضطربة من عام 1980 حتى عام 2004. يعني هذا التصنيف الذي تطلقه وزارة الشؤون الداخلية أو حاكم الولاية أنه يسمح في المنطقة باستخدام قوانين استثنائية بموجب قانون القوات المسلحة (الصلاحيات الخاصة). يخول التصنيف الجيش صلاحيات مثل معاملة الأماكن الخاصة والعامة على حد سواء واحتجاز الأشخاص لمدة تصل إلى 24 ساعة قابلة للتجديد بدون حد وتنفيذ عمليات التفتيش بدون إذن قضائي وإطلاق النار وقتل من يخالفون القوانين أو يحملون الأسلحة أو يتجمعون في مجموعات تزيد عن أربعة أشخاص. كما يتمتع الجيش بحصانة قانونية. أثار القانون الخوف من انتهاك حقوق الإنسان تشمل المخالفات القتل التعسفي والتعذيب والمعاملة القاسية وغير الإنسانية أو المهينة والاختفاء القسري. احتج العديد من السكان على القرار ومن الاعتراضات إضراب ايروم تشانو شارميلا عن الطعام.
رفعت الحكومة تصنيف منطقة مضربة عن منيبور في عام 2004 عقب هجوم عنيف على امرأة محلية. أجج الرأي العام أدى اغتصاب المنيبورية ثانجام مانوراما ديفي على يد أفراد من القوات شبه العسكرية التابعة لبنادق آسام، تبع الحادثة احتجاجات كبيرة شملت احتجاجاً عارياً نظمته جمعية ميرا بايبي النسائية.

#### العنف العرقي 2023
حدث نزاع عرقي بين شعب الميتي والكوكي في مايو 2023 وأعمال عنف وحرق كبيرة، أدت إلى نزوح 60,000 شخص من منازلهم ومئات القتلى والمصابين. تذكر البيانات الصادرة عن شرطة منيبور في 15 سبتمبر 2023 مقتل 175 شخص وأصيب 1118 شخصا وفقد 33 شخص ووجدت 96 جثة غير متعرف عليها. أُبلغ عن 5,172 حالة حرق متعمد دمر فيها 4,786 منزل و386 مكان ديني (254 كنيسة و132 معبد). وفقدت 5668 قطعة سلاح استرد منها 1329 قطعة سلاح و15,050 ذخيرة و400 قنبلة. نشرت قوات الجيش الهندي للسيطرة على الوضع. صدر تتقرير يفيد بأن امرأتين من الكوكي تمت تعريتهما واغتصابهما حشد من رجال الميتي.

## الجغرافيا

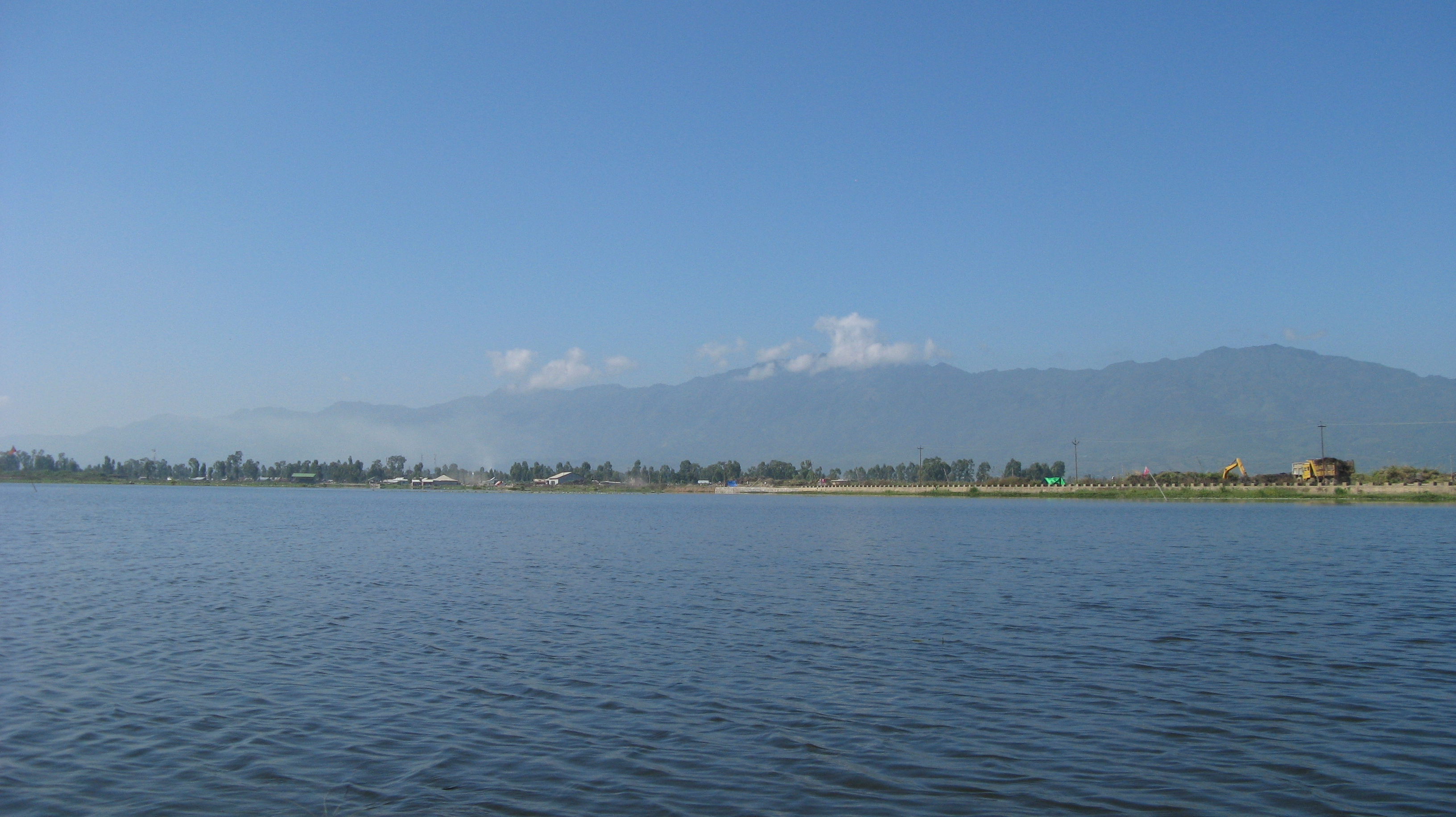
بحيرة لوكتاك أكبر بحيرة للمياه العذبة في الولاية.

تقع الولاية على خط عرض 23 ° 83'N - 25 ° 68'N وخط طول 93 ° 03'E - 94 ° 78'E. تبلغ المساحة الإجمالية التي تغطيها الولاية 22,327 كـم2 (8,621 ميل2). تقع العاصمة في واد بيضاوي الشكل تبلغ مساحته حوالي 700 ميل مربع (2000 كم2) وتحيط به التلال التي تبلغ ارتفاعها 700 ميل2 (2,000 كـم2) فوق مستوى سطح البحر. ينحدر الوادي من الشمال إلى الجنوب. تمنع سلاسل التلال الرياح الباردة من الشمال من الوصول إلى الوادي ويمنع العواصف الإعصارية.
يحد الولاية ولايات ن الهندية من الشمال وميزورام من الجنوب وآسام من الغرب وتشترك في حدود دولية مع ميانمار من الشرق.
يوجد في الولاية أربعة أحواض نهرية رئيسية هي: حوض نهر باراك في الغرب وحوض نهر منيبور في وسط الولاية وحوض نهر يو في الشرق وجزء من حوض نهر لاني في الشمال. تقدر الموارد المائية لأحواض نهري باراك ومنيبور بحوالي 1.8487 مليون متر مكعب، ويبلغ الرصيد المائي الإجمالي للولاية 0.7236 مليون متر مكعب من الميزانية المائية السنوية (تستقبل الهند حوالي 400 مليون متر مكعب من الأمطار سنويًا).
ينبع نهر باراك، أكبر أنهار منيبور، من تلال الولاية ويجري حتى يلتقي بنهر التويفاي ثم يتجه نحو الشمال مشكلًا الحدود مع ولاية آسام، ثم يدخل إلى كاتشار آسام عند لاخيبور. يشتمل حوض نهر منيبور على ثمانية أنهار رئيسية هي: منيبور وإنفال وإيريل ونامبول وسيكماي وتشاكبي وثوبال وخوجا وجميعها تنبع من التلال المحيطة بالولاية.
تقريبًا جميع أنهار منطقة الوادي في مراحل النضج الأخيرة ولذلك ترسب حمولاتها في بحيرة لوكتاك. أما الأنهار التي تنبع من تلال منيبور فهي شابة بسبب التضاريس الجبلية التي تجري خلالها وتصبح هذه أنهار جارفة خلال موسم الأمطار. من الأنهار الرئيسية في المنطقة الغربية أنهار ماكو وباراك وجيري وإيرانج وليماتاك وفي المنطقة الشرقية حوض نهر يو وأنهار تشامو وكونو.
يمكن تصنيف التربة إلى نوعين رئيسيين: التربة الحمراء الحديدية في المناطق الجبلية والطمي في الوادي. تتكون تربة الوادي عمومًا من الطمي والصخور الصغيرة والرمل والطين الرملي وتتميز بتنوعها. تتعرض التربة في المنحدرات شديدة الانحدار لتآكل مرتفع. تتراوح درجة الحموضة الطبيعية للتربة بين 5.4 و6.8.

### النباتات

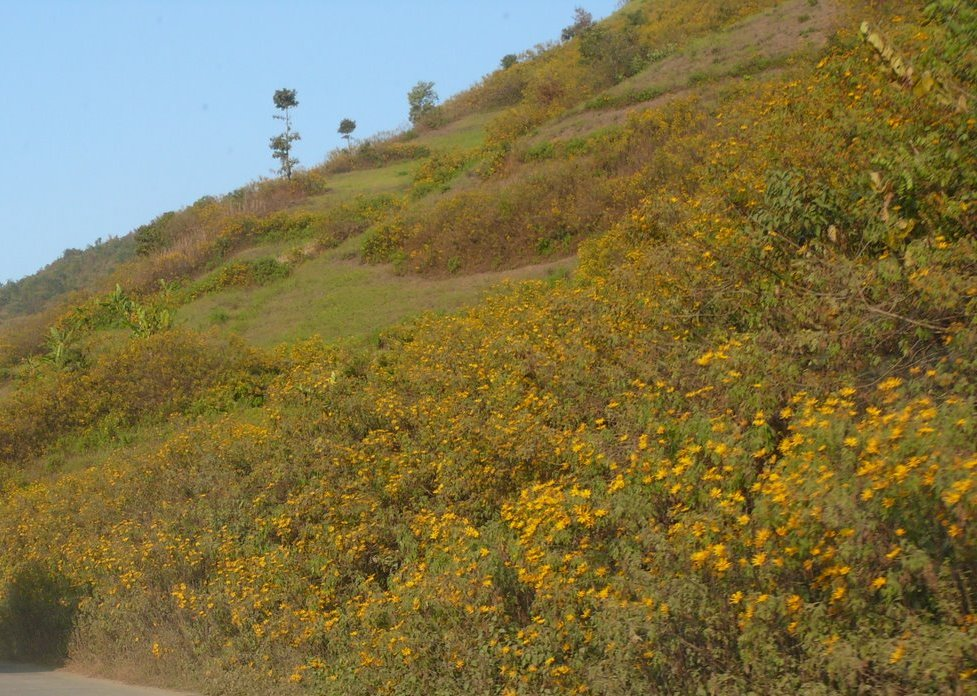
زهور تغطي سفوح التلال

تغطي النباتات الطبيعية مساحة تقدر بحوالي 17,418 كـم2 (6,725 ميل2) أو 77.2٪ من إجمالي المساحة الجغرافية للولاية، وتشمل الأعشاب القصيرة والطويلة والقصب والخيزران والأشجار. حوالي ثلث غابات منيبور محمية منها 8.42٪ محجوزة والبقية 23.95٪ محمية.
توجد في منيبور ستة أنواع رئيسية من الغابات وعشرة أنواع فرعية. الأنواع الستة الرئيسية للغابات هي الغابات الاستوائية الرطبة دائمة الخضرة والغابات الاستوائية الرطبة المتساقطة وغابات الصنوبر شبه الاستوائية والغابات الاستوائية الجافة المتساقطة والغابات الجبلية الرطبة المعتدلة والغابات شبه الألبية.
تنمو في هذه الغابات أشجار الساج والصنوبر والبلوط والسنديان والخيزران والقصب. وتُزرع المحاصيل مثل المطاط والشاي والقهوة والبرتقال والهيل والأرز الغذاء الأساسي لسكان الولاية.

### المناخ

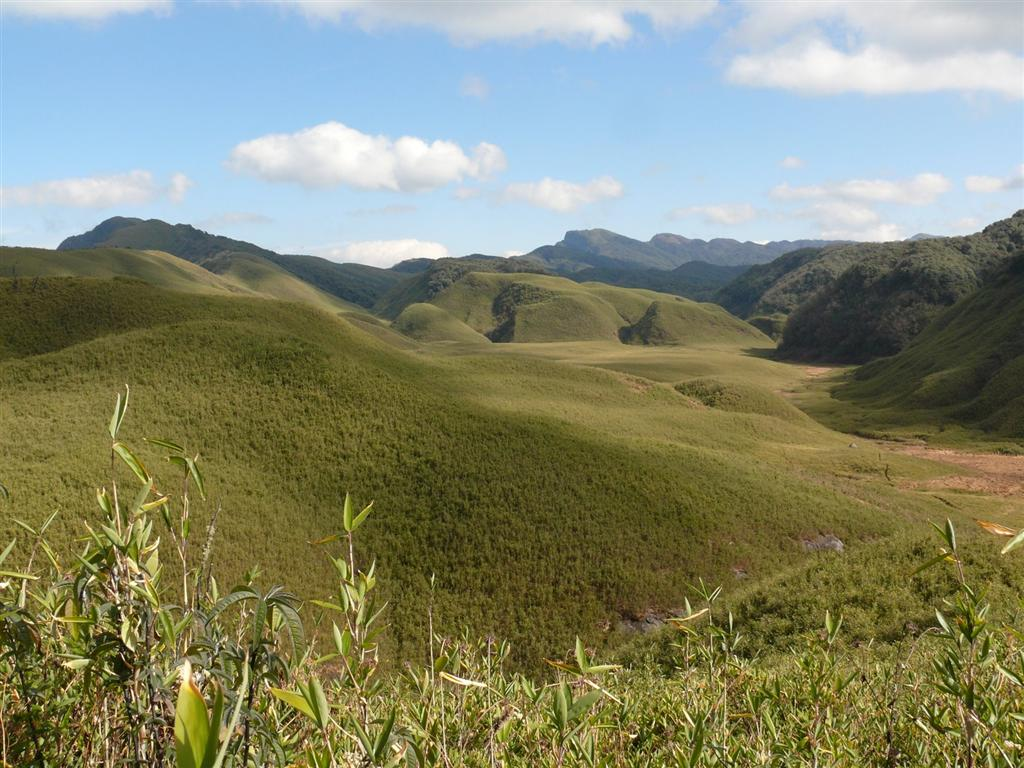
وادي دزوكو الذي يقع بين حدود منيبور وناكستان ذو المناخ المعتدل.

تقع منيبور على ارتفاع 790 متر فوق مستوى سطح البحر وتحدها التلال من جميع الجهات. تتلقى الولاية متوسط هطول أمطار سنوي يبلغ 1,467.5 ملم (57.78 بوصة) بين أبريل ومنتصف أكتوبر. هطول الأمطار في هذه المنطقة ناتج عن الرياح الموسمية الجنوبية الغربية الآتية من خليج البنغال والمتجهة نحو سلاسل جبال الهيمالايا الشرقية. تعاني منيبور بالفعل من تغير المناخ وخاصة التغيرات في الطقس مع زيادة التقلبات في الأمطار وكذلك التغيرات الشديدة المتزايدة في درجات الحرارة.

## السكان
بلغ عدد سكان منيبور 2,855,794 نسمة في تعداد عام 2011. يشكل شعب الميتي غالبية سكان الولاية الذين يعيشون في الوادي، يليهم قبائل ناغا وكوكي الذين يعيشون في التلال. تضم قبائل كوكي قبائل مثل الجانجت والهمار والبايت والسيمتي والسوكتي والثادو والفايفي والزو وغيرها من القبائل الصغيرة، يتحدثون لغات الكوكي ويعيشون في المناطق الجنوبية الجبلية في منيبور. من أبرز قبائل الناغا الأنغامي والكابوي والكاشا ناغا والماو والمرام والبوماي والسيما والتانغكول، لكل من هذه القبائل لغتها الخاصة ويعيشون في المناطق الجبلية الشمالية في منيبور. كما تقطن العديد من القبائل الصغيرة التي كان يسيمها المسؤلون البريطانيون بـ قبائل "كوكي القديمة" يصنف بعضهم أنفسهم الآن كقبائل ناغا وأخرون يصنفون أنفسهم من الكوكي.
| القبائل المجدولة | عدد السكان | النسبة من السكان |
| ---------------- | ---------- | ---------------- |
| شعب كوكي         | 448,197    | 15.7%            |
| شعب ناغا         | 597,017    | 20.9%            |
| كوكي القديمة     | 101,402    | 3.6%             |
| المجموع          | 1,167,422  | 40.9%            |

### اللغات
لغات مانيبور (2011)
اللغة الرسمية للدولة هي اللغة الميتية (أو المنيبورية) وهي إحدى اللغات الرسمية الهندية وهي لغة مشتركة في منيبور.
يوجد تنوع لغوي كبير في منيبور مثل أغلب مناطق شمال شرق الهند. تنتمي أغلب لغات الولاية إلى اللغات الصينية التبتية ومن المجموعات الأخرى لغات كوكي ولغات الناغا. وأقل من 5% من السكان يتحدثون اللغات الهندية الأوروبية أغلبهم يتحدثون اللغة النيبالية واللغة السيلهيتية (تُعتبر أيضًا لهجة من اللغة البنغالية) وهي اللغة الرئيسية في منطقة جريبام.
تسعى مديرية تخطيط اللغة وتنفيذها، التابعة لحكومة منيبور، إلى تطوير وتعزيز اللغة الميتية وغيرها من اللغات المحلية في منيبور.

### الدين
الدين في مانيبور (2011)
الهندوسية والنصرانية هما الديانتان الرئيسيتان في منيبور. يؤلف الهندوس 41.39%، والنصرانيين 41.29%، والمسلمين 8.40%، والسناماهي 8.18%، وهناك أقليات صغيرة جدًا كسخية والبوذية والجاينية بالإضافة إلى الأشخاص غير محددي الديانة.

#### الهندوسية

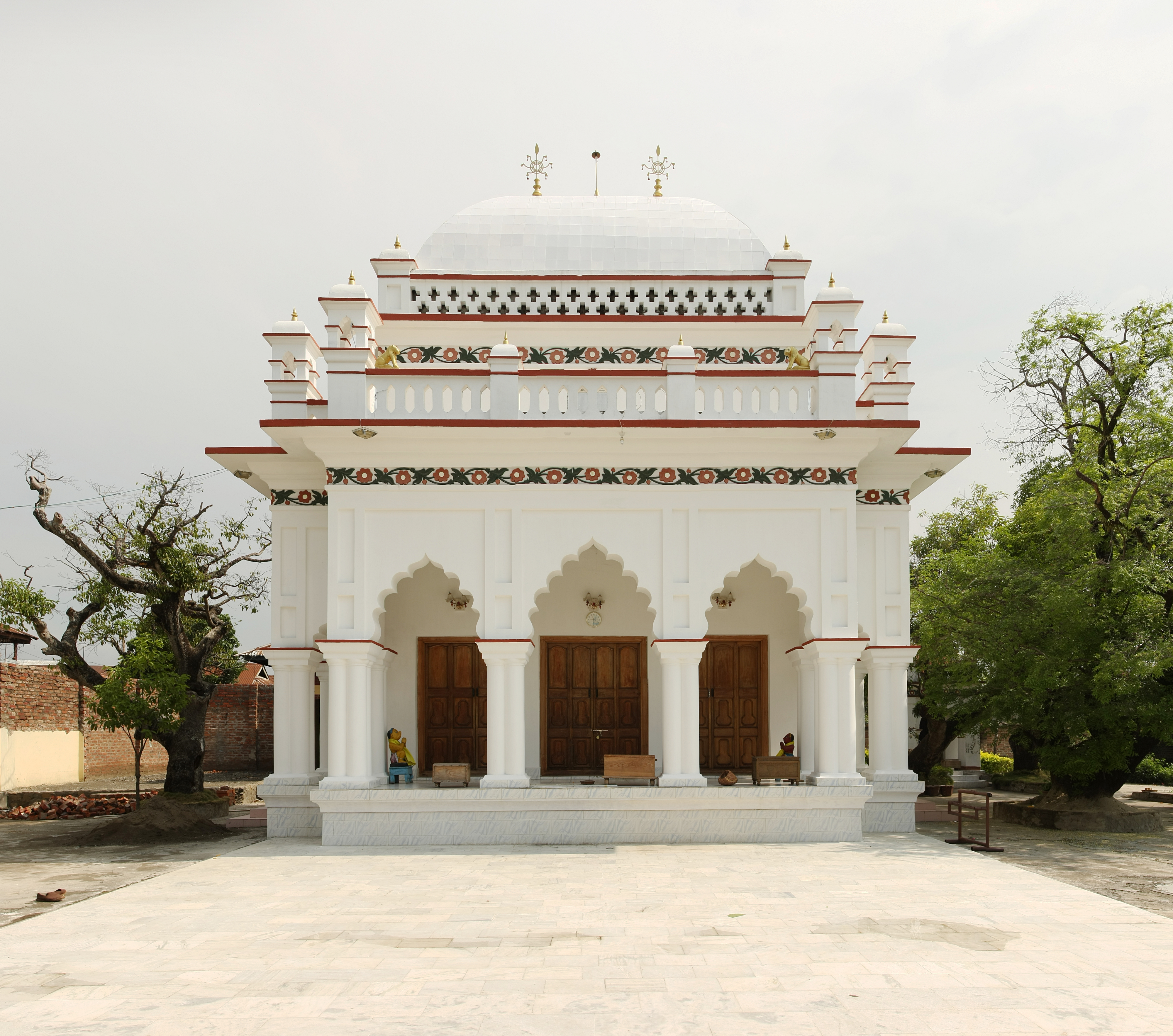
معبد نينغثوخونج جوبيناث

يدين أغلب شعب الميتي بالهندوسية في منيبور، إلى جانب المهاجرين الآخرين الذين يتبعون نفس الديانة في الولاية. يدين حوالي 41.39% من سكان منيبور الهندوسية كما ذكر تعداد 2011. يتركز السكان الهندوس في مناطق شعب الميتي في وادي منيبور ويشكلون أغلبية في مقاطعات بيشنوبور وثوبال وإنفال الشرقية وإنفال الغربية بمتوسط 67.62% (من 62.27% إلى 74.81%) كما ذكر تعداد عام 2011.
كانت الهندوسية الفيشنوية دين الدولة في مملكة منيبور. من أشهر الملوك الذي اعتنقوا الهندوسية الملك الميتي تشارايرونغبا الذي اعتنق الفيشنوية في عام 1704 وغير اسمه إلى الاسم الهندوسي بيتامبار سينغ. عثر على لوحة نحاسية في فاينغ تعود إلى عام 763 ميلاديًا (يُعتقد أنها من عهد الملك الميتي خونغتيكشا) تحتوي على نقوش حول الآلهة الهندوسية باللغة السنسكريتية. بنى الملك ميتي خومومبا معبد هانومان في القرن الثالث عشر.

#### النصرانية

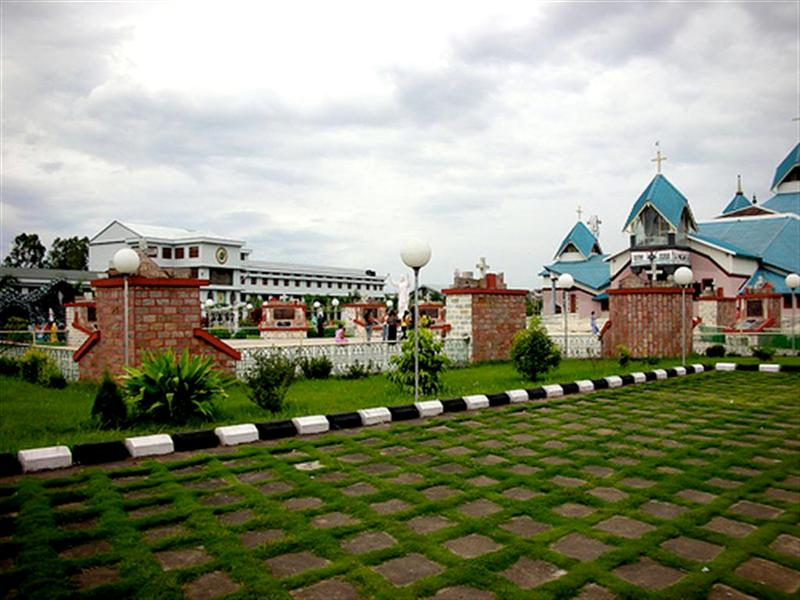
كاتدرائية القديس يوسف في امفال

النصرانية هي دين 41٪ من الناس في الولاية، لكنها الأغلبية في مناطق التلال الريفية بنسبة 53٪. أدخل المبشرين البروتستانت النصرانية إلى منيبور في القرن التاسع عشر. يشكل النصرانيون القبليون الغالبية العظمى (أكثر من 96٪) من السكان النصرانيين في منيبور.

#### الإسلام
المسلمون هم ثالث أكبر ديانة في الولاية ويسمون بميتي بانغلس (باللغة الميتية: ꯃꯩꯇꯩ ꯄꯥꯡꯒꯜ) يشكلون حوالي 8.3٪ من سكان الولاية. أغلبهم سنة حنفيون ترجع أصول كثير منهم إلى العرب والطورانيون والبنغاليون والأتراك.

## الحكومة
الهيئة التشريعية في منيبور هي جمعية تشريعية مكونة 60 عضو مقعد 19 منهم محجوزة للقبائل المجدولة و1 محجوز للطبقات المجدولة. يمثل إقليم منيبور عضوان في اللوك سابها (مجلس العموم) وعضو في الراجيا سابها (مجلس الأعيان) في البرلمان الهندي. يُنتخب نواب الجمعية التشريعية لمدة خمس سنوات في مجلس الولاية والبرلمان الهندي عن طريق الاقتراع، وهي عملية يُشرف عليها مكتب لجنة الانتخابات الهندية.

### العنف والتمردات

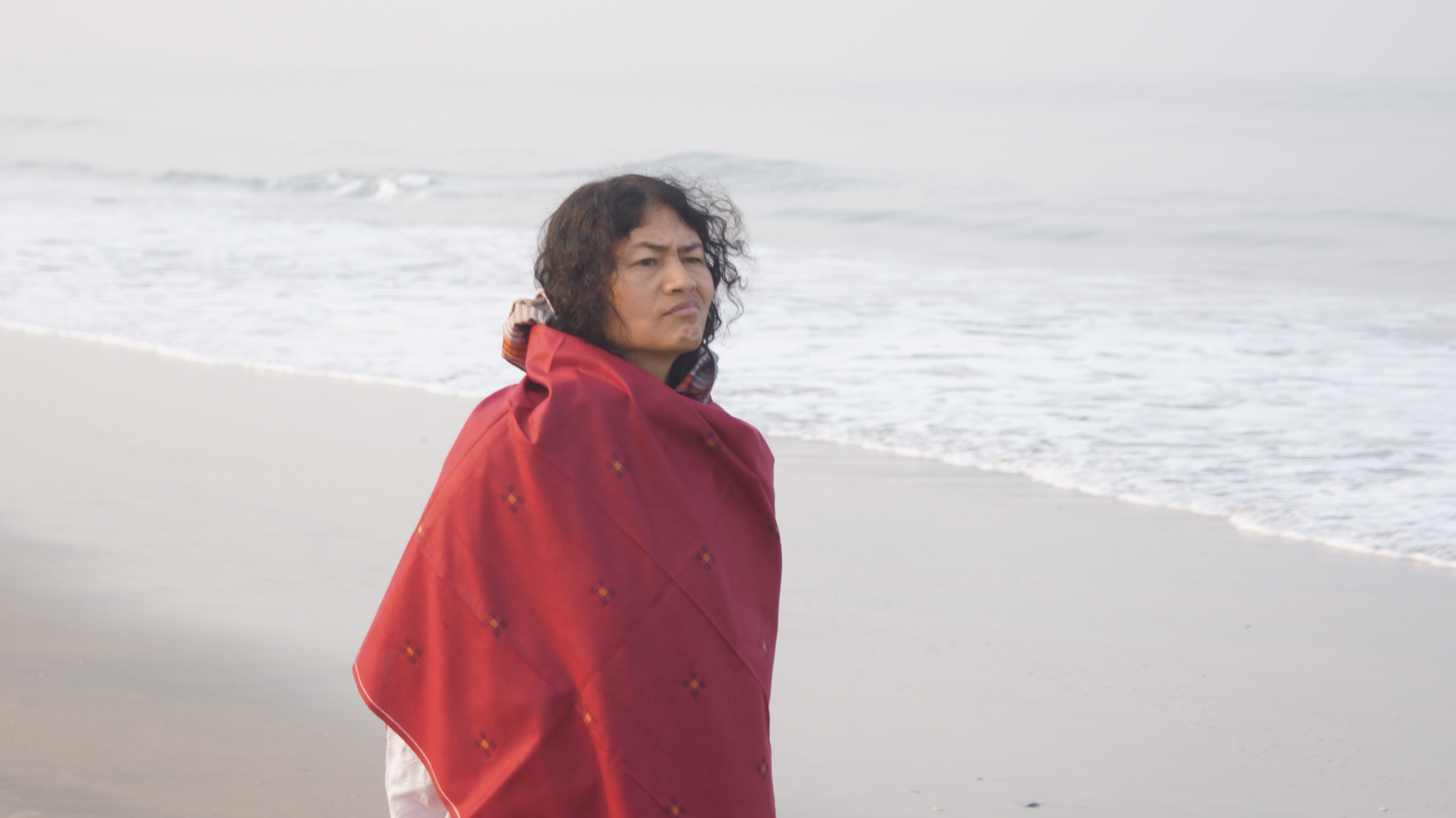
إيروم تشانو شارميلا أطول مضربة عن الطعام في العالم، أضرب عن الطعام لأكثر من 500 أسبوع، مطالبا بإلغاء قانون القوات المسلحة (الصلاحيات الخاصة) لعام 1958 في منيبور.

يتجاوز العنف في منيبور الصراع بين قوات الأمن الهندية والجماعات المسلحة المتمردة إلى العنف بين شعب الميتي ومختلف قبائل الناغا والكوكي وغيرها من القبائل وكذلك العنف ضد المسلمين. الجماعات المسلحة المتمردة كثيرة مثل جبهة التحرير الوطنية وجيش التحرير الشعبي وحزب بريباك والجبهة الشعبية الثورية (RPF) وجيش جبهة تحرير منيبور (MLFA) وكانجلي ياوول كانبا لوب (KYKL) واللجنة الثورية المشتركة (RJC) وحزب كانجليباك الشيوعي (KCP) وجبهة التحرير الشعبية المتحدة (PULF) وجبهة شعب ناغا منيبور (MNPF) والمجلس الاشتراكي الوطني لناكستان (NSCN-K) والمجلس الاشتراكي الوطني لناكستان (NSCN-I/M) وجبهة تحرير كوكي المتحدة (UKLF) وجبهة كوكي الوطنية (KNF) وجيش كوكي الوطني (KNA) وقوة دفاع كوكي (KDF) وحركة كوكي الديمقراطية (KDM) ومنظمة كوكي الوطنية (KNO) وقوة أمن كوكي (KSF) وجبهة جين كوكي الثورية (CKRF)، مؤتمر شعوب كوم ريم (KRPC) ومتطوعو زومي الثوريون (ZRV) وجيش زومي الثوري (ZRA) ومنظمة توحيد زومي (ZRO) واتفاقية شعوب حمر (HPC).
تسعى جماعات ميتي المتمردة للاستقلال عن الهند بينما تطالب جماعات كوكي بدولة منفصلة تُقتطع من ولاية منيبور الحالية يمثل هذه المطالب بشكل أساسي: منظمة كوكي الوطنية ومنتدى الشعوب المتحدة.  ويسعى الناغا لضم جزء من منيبور إلى ولاية ناكستان.
شهدت منيبور انخفاضًا كبيرًا في الوفيات بسبب العنف منذ عام 2009 كما قال SATP. فتوفي 77 مدني (حوالي 3 لكل 100,000 شخص) في ذلك العام. بينما قل العدد إلى 25 مدني سنويا في أعمال العنف (حوالي 1 لكل 100,000 شخص) منذ 2010، وانخفض العدد إلى 21 حالة وفاة بين المدنيين في عام 2013 (أو 0.8 لكل 100,000 شخص). كذلك قلت عدد الانفجارات إلى 76 انفجار في عام 2013 مقارنة بـ 107 في عام 2012 زعمت بعض الجماعات أنها تستهدف الجماعات المنافسة وزعم آخرون أن هدفهم كان مسؤولين حكوميين. للمقارنة بلغ متوسط المعدل العالمي السنوي للوفيات بسبب العنف 7.9 لكل 100,000 شخص بين عامي 2004 و2009.

## الاقتصاد
بلغ الناتج المحلي الإجمالي لولاية منيبور في العام المالي 2012-2013 حوالي 10188 كرور روبية هندية (1٫7 مليار دولار أمريكي). يعتمد اقتصادها على الزراعة وقطاع الغابات. يوجد في منيبور أكبر عدد من وحدات الحرف اليدوية وأكبر عدد من الحرفيين في المنطقة الشمالية الشرقية من الهند.

### الكهرباء
أنتجت منيبور حوالي 0.1 جـ.و.سا (0.36 تـجول) من الكهرباء في عام 2010 ببنيتها التحتية الموجودة. بينما تقدر قدرة الإنتاج بأكثر من 2 جـ.و.سا (7.2 تـجول). إذا وصلت الولاية إلى إنتاج نصف هذه الإمكانيات وقتها فستوفر الكهرباء لجميع السكان، مع وجود كهرباء فائضة للبيع إلى ميانمار.

### الزراعة
مناخ منيبور وخصائص تربتها مثالية لزراعة المحاصيل البستانية والمحاصيل نادرة وغريبة من النباتات الطبية والعطرية. فتناسب ظروف المنطقة زراعة والليتشي والكاجو والجوز والبرتقال والليمون والأناناس والببايا والآلامية والدراق والكمثرى والبرقوق. يوجد في الولاية أكثر من 3000 كيلومتر مربع من غابات الخيزران وهي بذلك واحدة من أكبر منتجي الخيزران في الهند. يوجد في منيبور العديد من المزارع الصغيرة والتي تمتلكها النساء عادة. يؤثر تغير المناخ وخاصة التغيرات في درجات الحرارة والطقس على صغار المزارعين في الولاية.

### السياحة

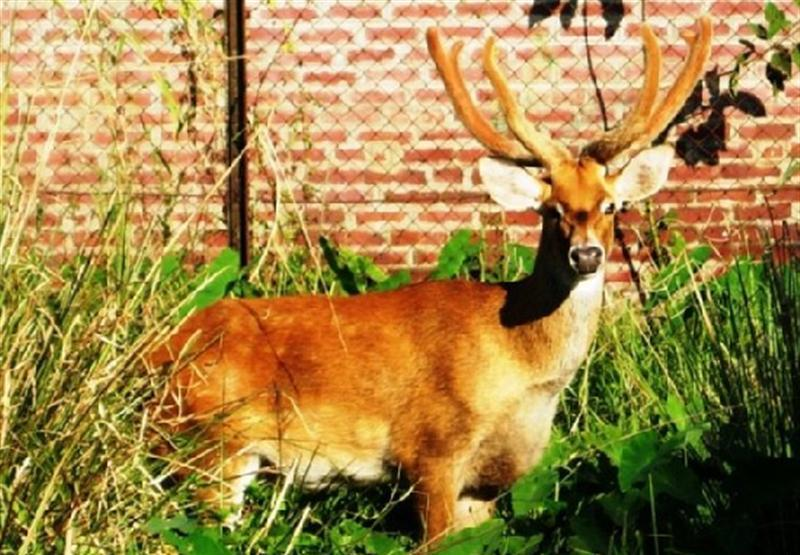
غزال سانغاي في حديقة كيبول لامجاو الوطنية.

تعد حديقة كيبول لامجاو الوطنية الحديقة الوطنية العائمة الوحيدة في العالم تقع في بحيرة لوكتاك وتُصنف ضمن القائمة المؤقتة لمواقع التراث العالمي لليونسكو تشمل بحيرة لوكتاك (140 كيلومترًا مربعًا) وبوملين بات (43 كيلومترًا مربعًا) بالإضافة إلى 40 كيلومترًا مربعًا أخرى، هذه الحديقة موئل لقرابة 17 نوع من الثدييات النادرة. اقترح على البرلمان الهندي تصنيف قلعة كامجال، المقر التاريخي لحكام شعب الميتي في مملكة منيبور، ضمن القائمة الموقتة ليُدرج لاحقًا ضمن قائمة مواقع التراث العالمي لليونسكو.

بالنسبة للسياحة الطبيعية فمن أشهر شلالات الولاية شلال Sadu Chiru بالقرب من قرية Ichum Keirap على بعد 27 كم (17 ميل) من إنفال، ومن الكهوف كهف ثالون الواقع على ارتفاع حوالي 910 مترًا (2990 قدمًا) فوق مستوى سطح البحر هو أحد المواقع التاريخية في الولاية، يبعد حوالي 185 كم (115 ميل) عن عاصمة الولاية وحوالي 30 كم (19 ميل) عن مقر منطقة تامنجلونج. وكهف Khangkhui وهو كهف من الحجر الجيري الطبيعي في منطقة Ukhrul، يقع هذا الكهف على بعد ساعة من قرية Khangkui.

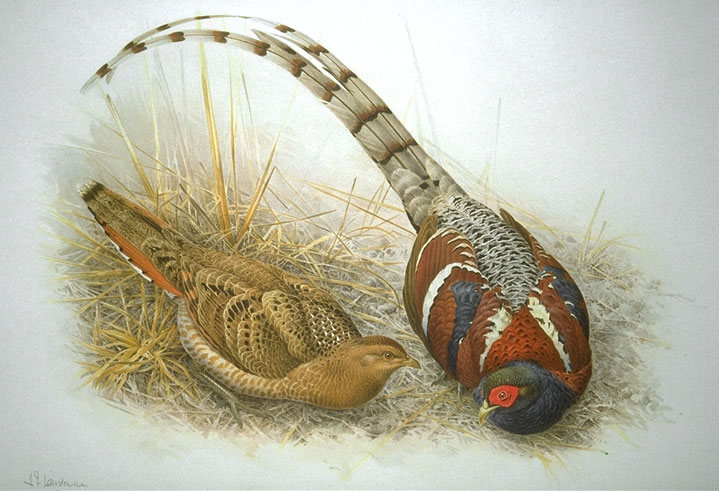
طائرة الولاية Nongin (بالأعلى)
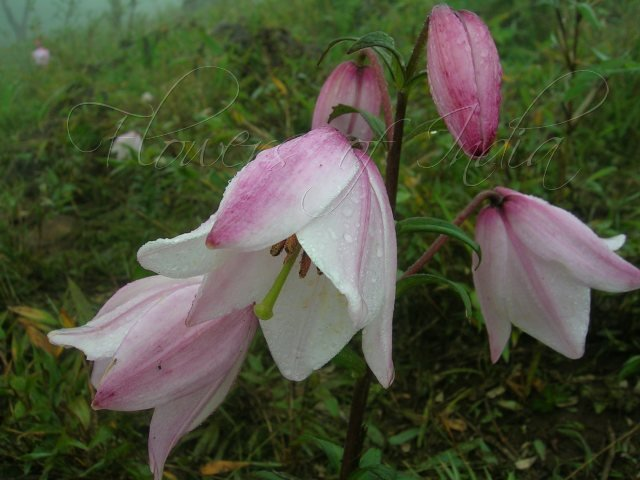
زهرة الولاية الزئبق[142] (في الوسط)
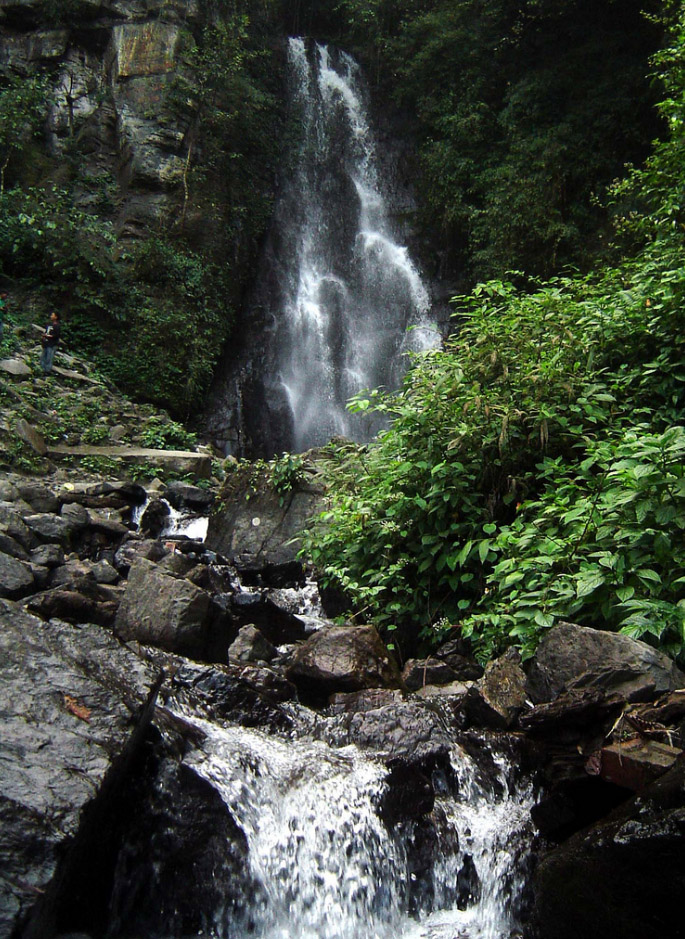
شلالات ليمارام

## النقل

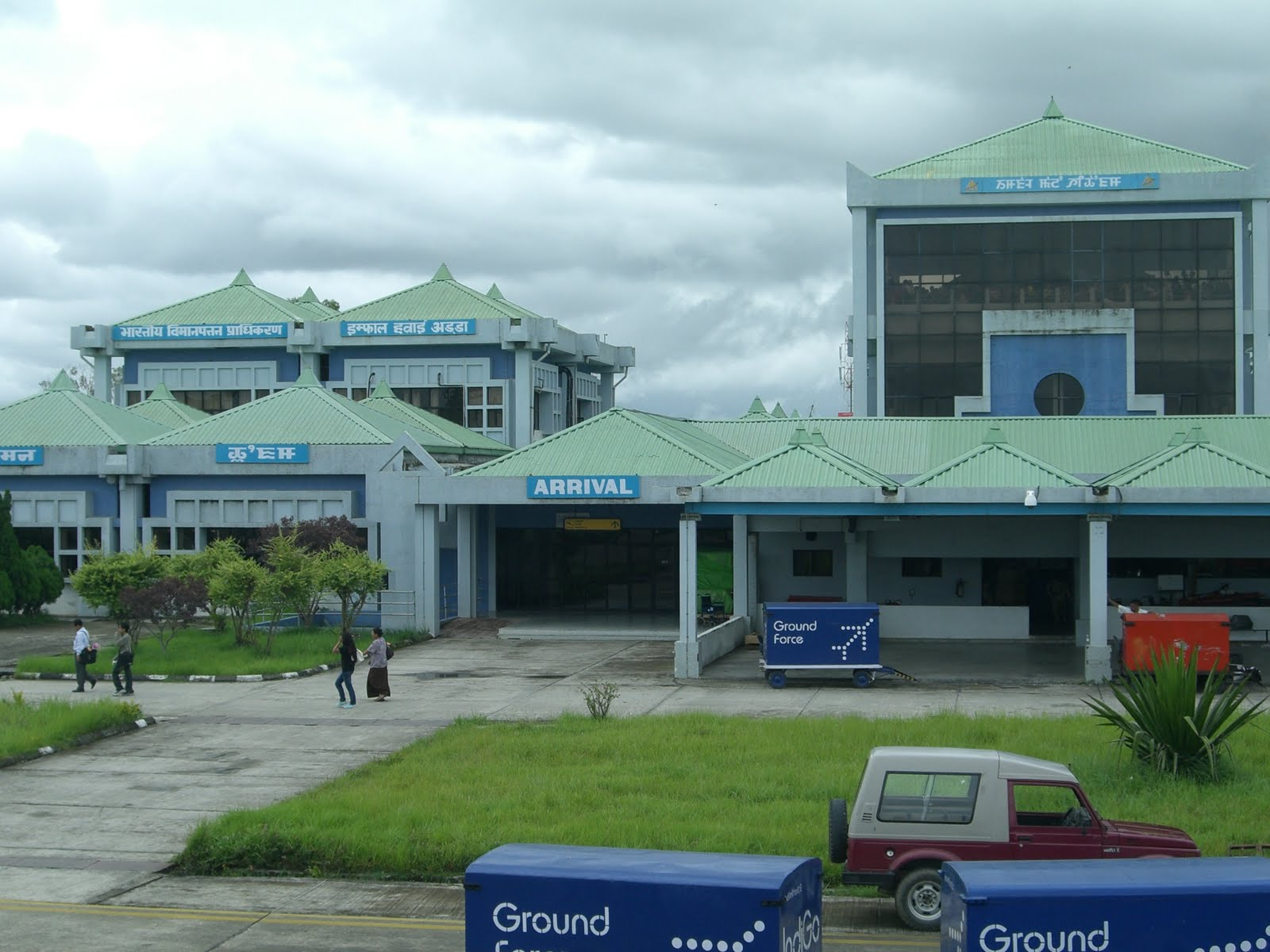
مطار إنفال

مطار توليهال في تشانغانغي، إنفال، هو المطار الوحيد في منيبور وهو مطار دولي وثاني أكبر مطار في شمال شرق الهند، غير اسم مطار توليهال إلى مطار بير تيكندراجيت. يبلغ طول شبكة الطرق في منيبور 7170 كم وتربط جميع المدن الرئيسية والقرى النائية، لكنها في الغالب رديئة. أعلنت الحكومة الهندية في عام 2010 عن خططها لبناء لشبكة بنية تحتية آسيوية تمتد من منيبور إلى فيتنام.

## الثقافة
يعد رقص منيبور المعروف أيضًا بجاغوي، من أشهر أنواع الرقص الكلاسيكي الهندي، يشتهر بشكل خاص بسبب تصويرها موضوعات الفيشنوية الهندوسية والعروض المسرحية الراقصة المستوحاة من قصص الحب بين رادها وكريشنا المعروفة باسم راسليلا. كما تُؤدى الرقصة لموضوعات تتعلق بالشيفية والشاكتية والآلهة المحلية مثل أومانغ لاي في مهرجان لاي هاراوبا. تعود جذور رقصة منيبور، مثل باقي الرقصات الكلاسيكية الهندية إلى النص السنسكريتي الهندوسي القديم ناتيا شاسترا، مع تأثيرات من التبادل الثقافي بين الهند وجنوب شرق آسيا وشرق آسيا وسيبيريا وميكرونيسيا وبولينيزيا.

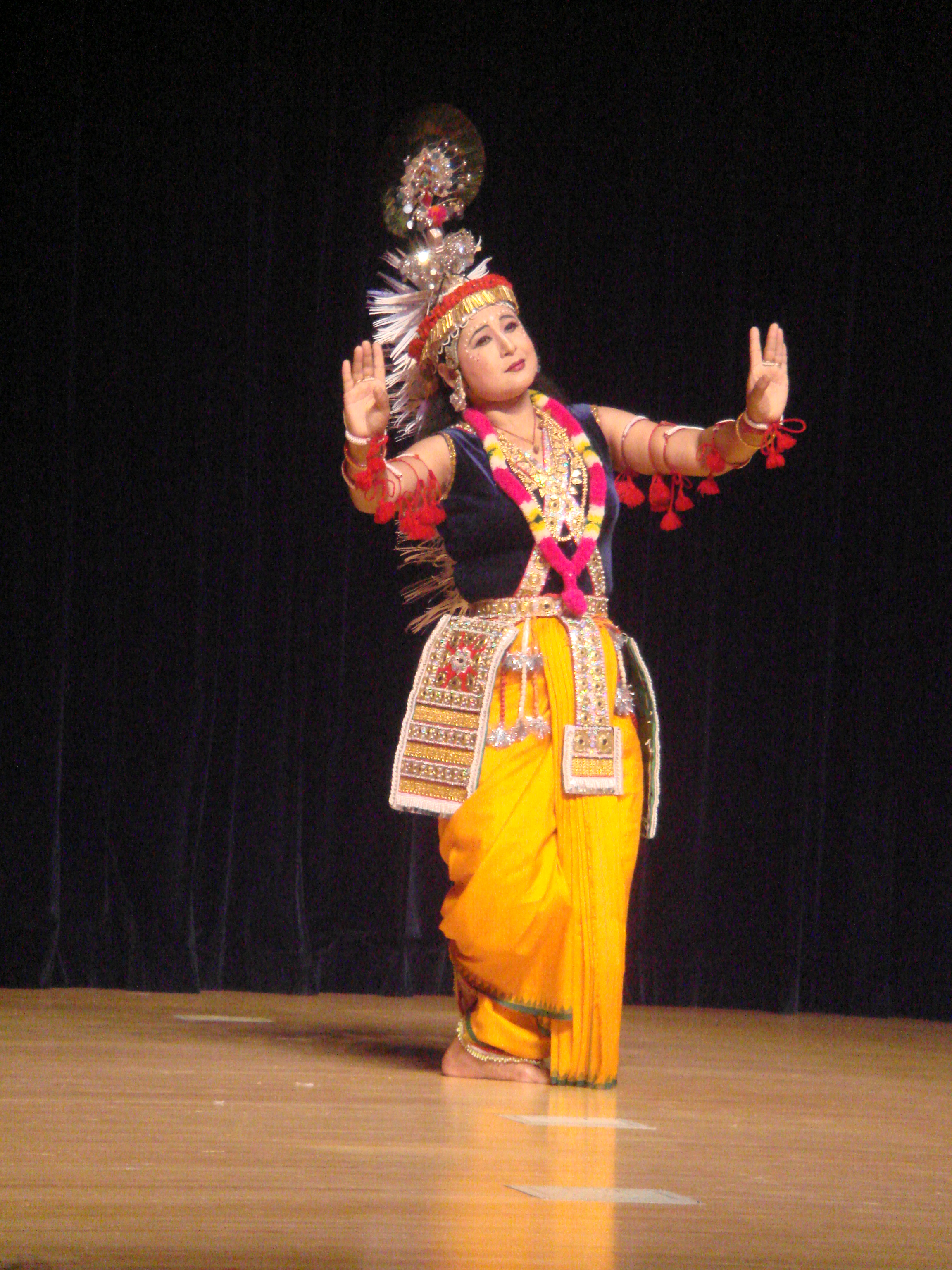
رقصة منيبور وهي واحدة من ثماني رقصات كلاسيكية في الهند
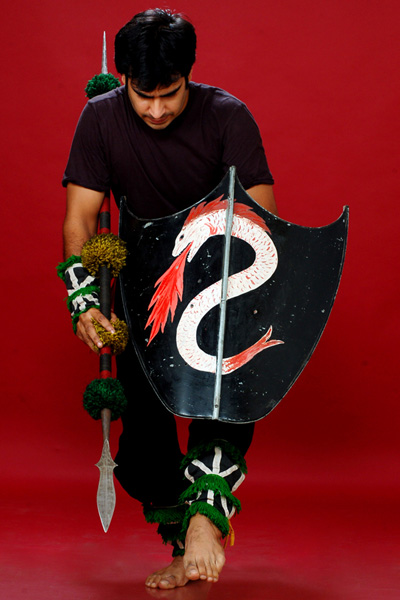
ثانغ تا ، شكل فنون الدفاع عن النفس في منيبور
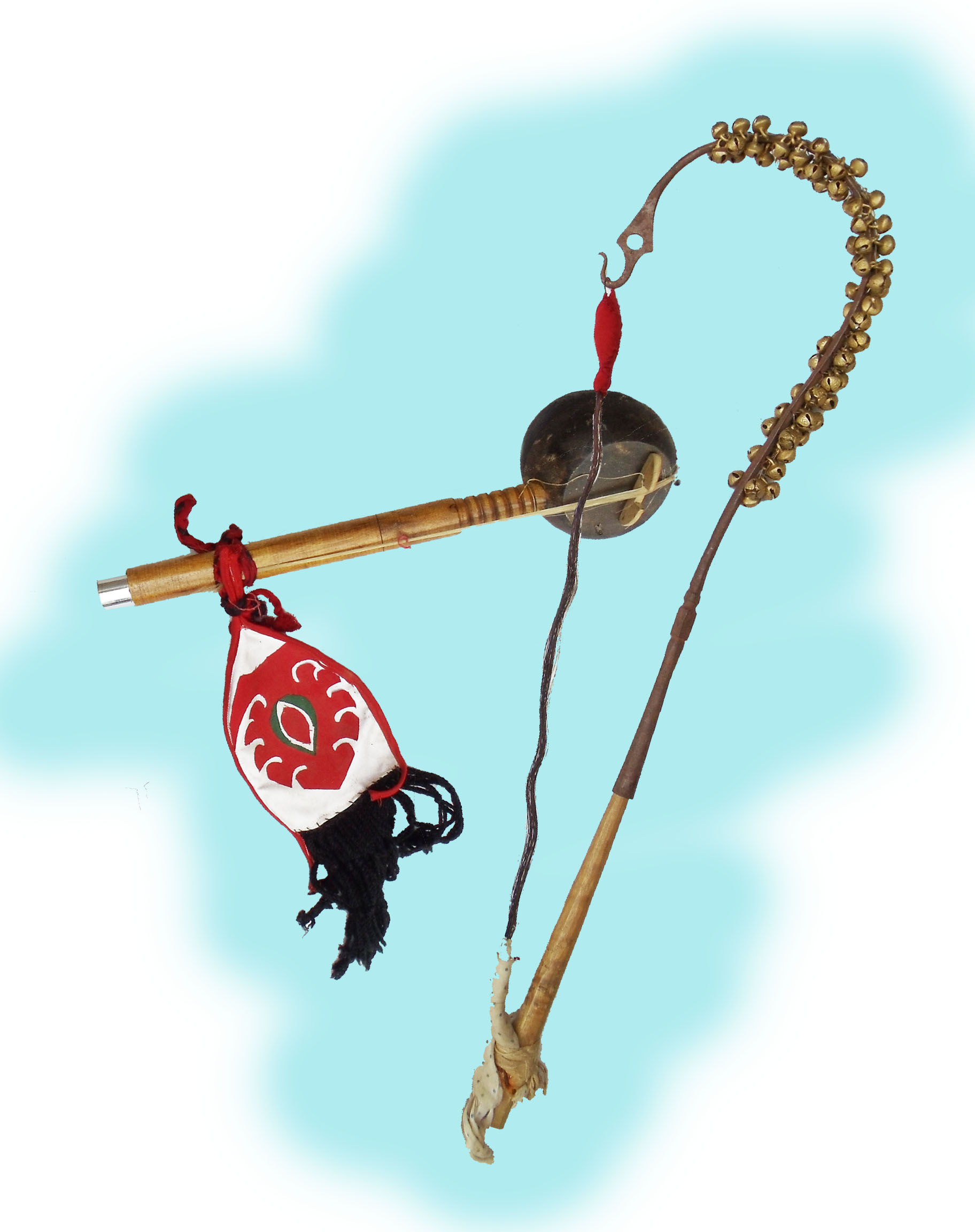
بينا هي آلة موسيقية قديمة في منيبور تشتهر بخاصة بين شعب الميتي.
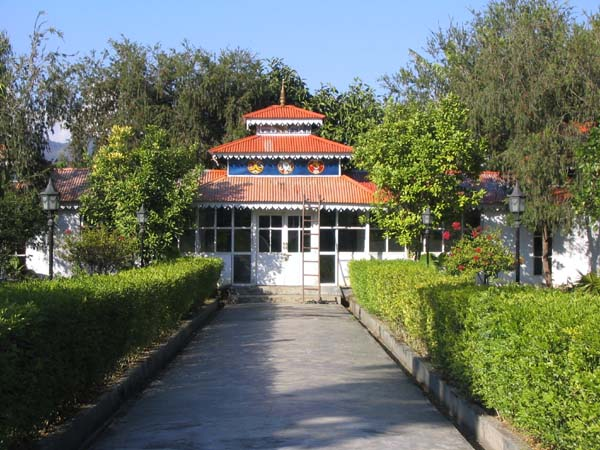
مسرح الجوقة المرجع الذي أسسه راتان ثيان في إنفال

## الرياضة

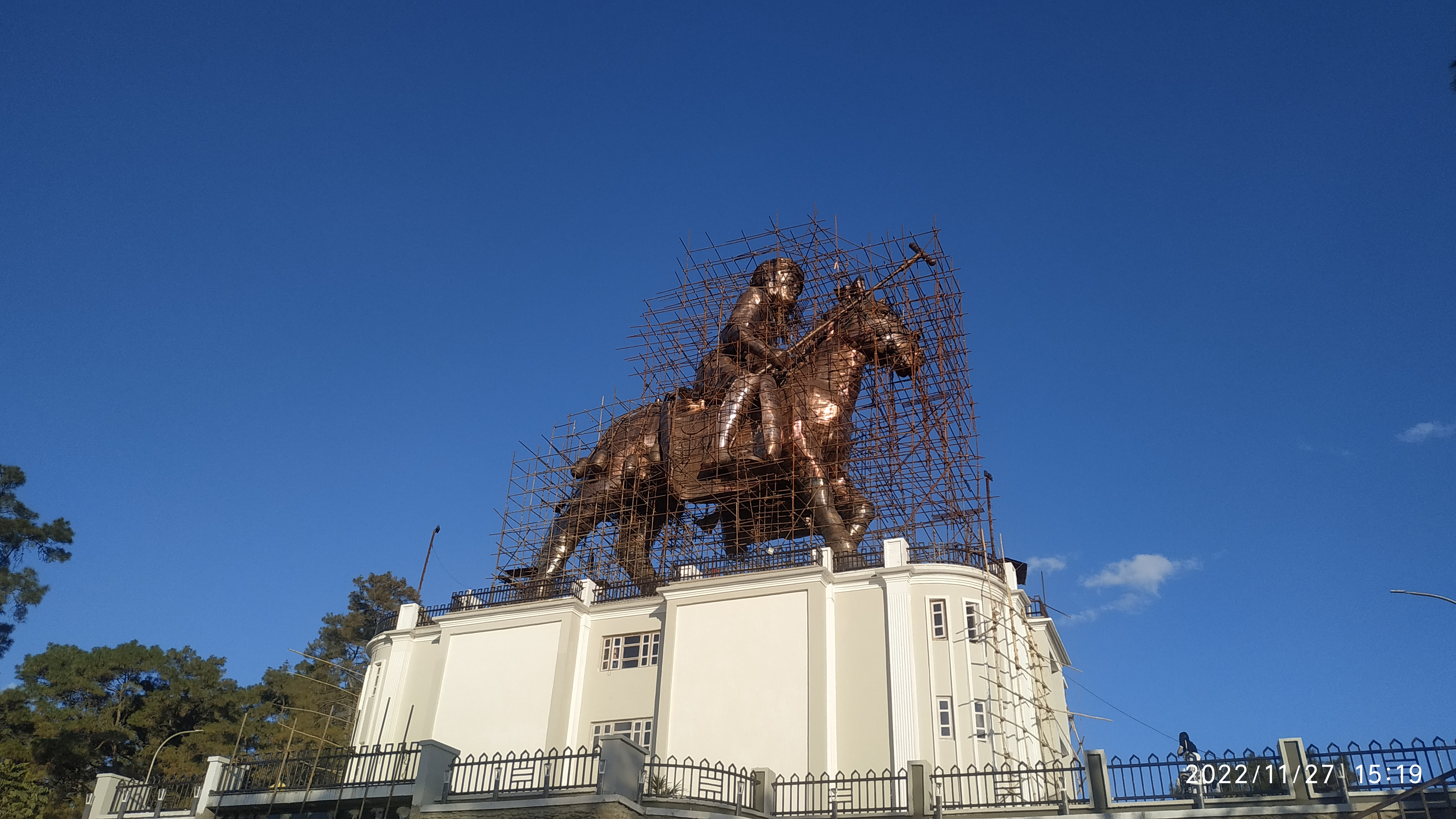
تمثال مارجينغ بولو أطول تمثال للاعب بولو في العالم، موجود في مجمع مارجينغ بولو في هينغانغ جينغ

يوجد بالولاية لعبة Mukna هو نوع شعبي من المصارعة. وتوجد لعبة Mukna Kangjei. من الألعاب الشعبية لعبة يوبي لاكبي التي تتشابه إلى حد كبير مع لعبة الرغبي. يعني اسمها "سرقة جوز الهند"، حيث تدهن ثمرة جوز الهند حتى تصبح زلقة. الهدف من اللعبة هو الركض وحمل جوز الهند المدهون والعبور به خط النهاية جسديًا، بينما يحاول الفريق الخصم منع الاعب من الوصول إلى خط النهاية، كانت يوبي لاكبي اللعبة الرسمية السنوية التي يحضرها الملك في مهرجان شري جوفينداجي الهندوسي. تشبه اللعبة سباعيات الرغبي، أو كرة القدم الأمريكية.
تلعب النساء لعبة Oolaobi، تعتقد أساطير شعب الميتي أن سبع آلهات لعبن هذه اللعبة في فناء معبد Umang Lai Lairembi. لا يوجد حد لعدد للمشاركين إنما يقسمن إلى مجموعتين مجموعة مهاجمة والأخرى مدافعة. يوجد سباق Hiyang Tannaba للتجديف.

### البولو
يعود أصل لعبة البولو الحديثة إلى الولاية فيوجد أقدم ملعب بولو في العالم، Imphal Polo Ground. رأى الكابتن روبرت ستيوارت والملازم جوزيف شيرر البريطانيين السكان المحليين يلعبون لعبة البولو أو "ساجولكانجي" أول مرة في عام 1859. فاعتمدوا قواعدها وأطلقوا عليها "لعبة البولو" ولعبوها وهم يركبون الخيول. ثم انتشرت اللعبة بين البريطانيين في كلكتا ثم انقتلت إلى إنجلترا.
ستنشئ جامعة رياضية وطنية في منيبور، في سابقة هي الأولى في الهند.

## المهرجانات

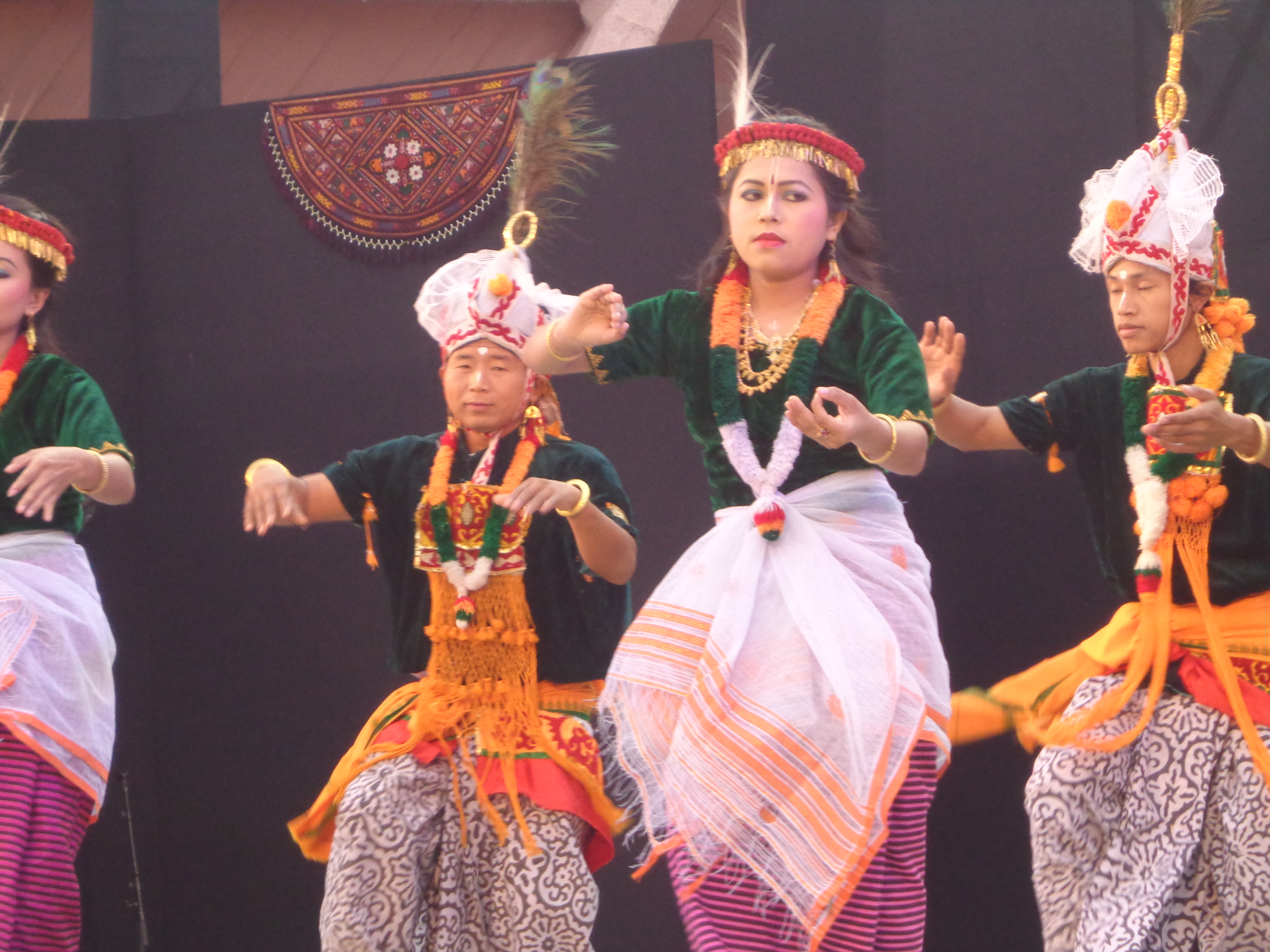
مهرجان لاي هاراوبا للرقص الذي تعرض فيه الرقصات الشعبية في منيبور.

يحتفل سكان منيبور بمهرجانات خاصو بالولاية مثل لوي نجاي ني ونينجول تشاكوبا ومهرجان شيروي ليلي وياوشانغ وغان نجاي وتشومفا وشيراوبا وكانغ وهيكرو هيدونغ با. كما يحتفل السكان بالأعياد الدينية مثل عيد الفطر وعيد الأضحى وعيد الميلاد. تُقام معظم هذه المهرجانات وفقًا للتقويم القمري وتُحتفل بها أيضًا في ولايات هندية أخرى.

### مهرجان سانغاي

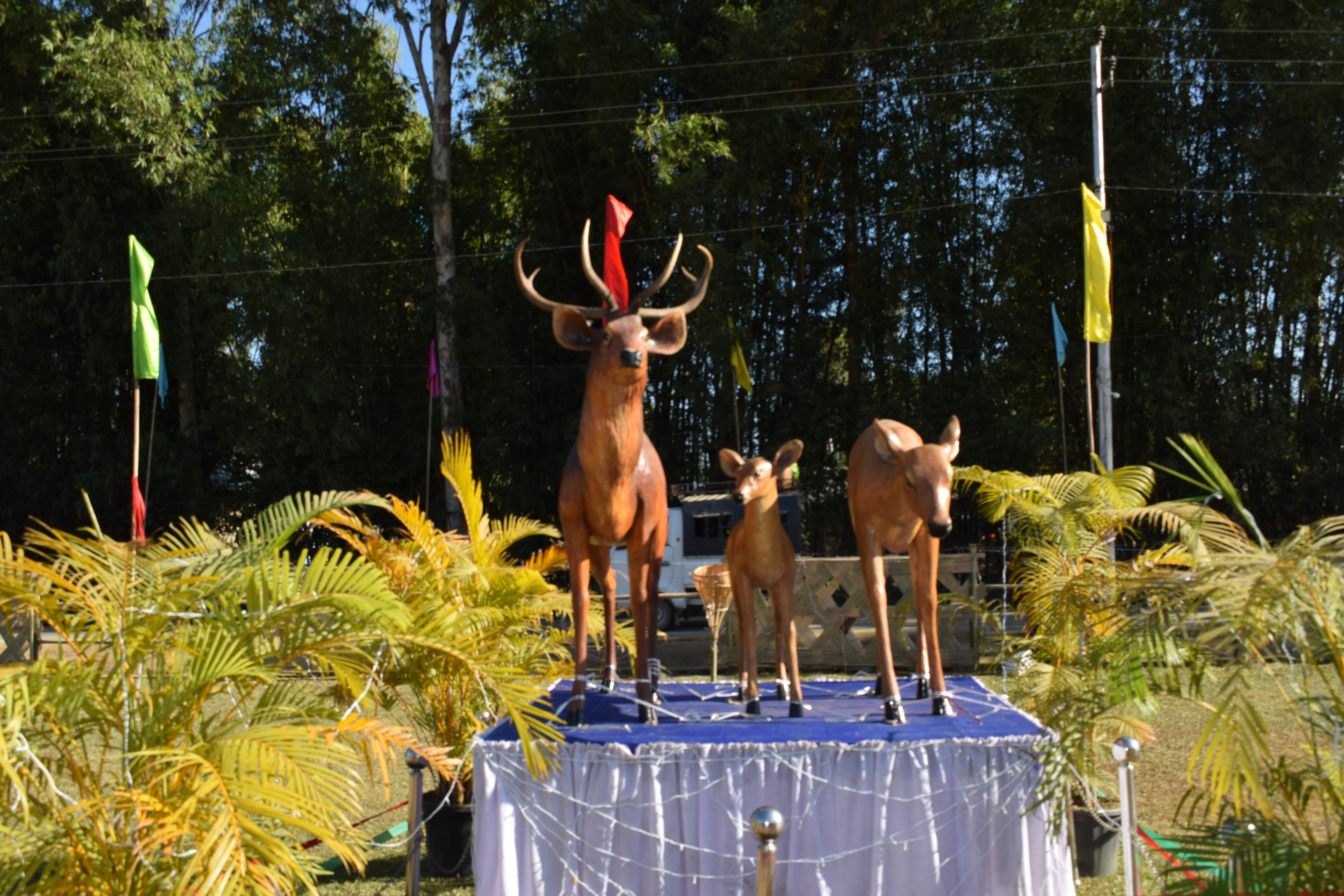
غزلان سانغاي

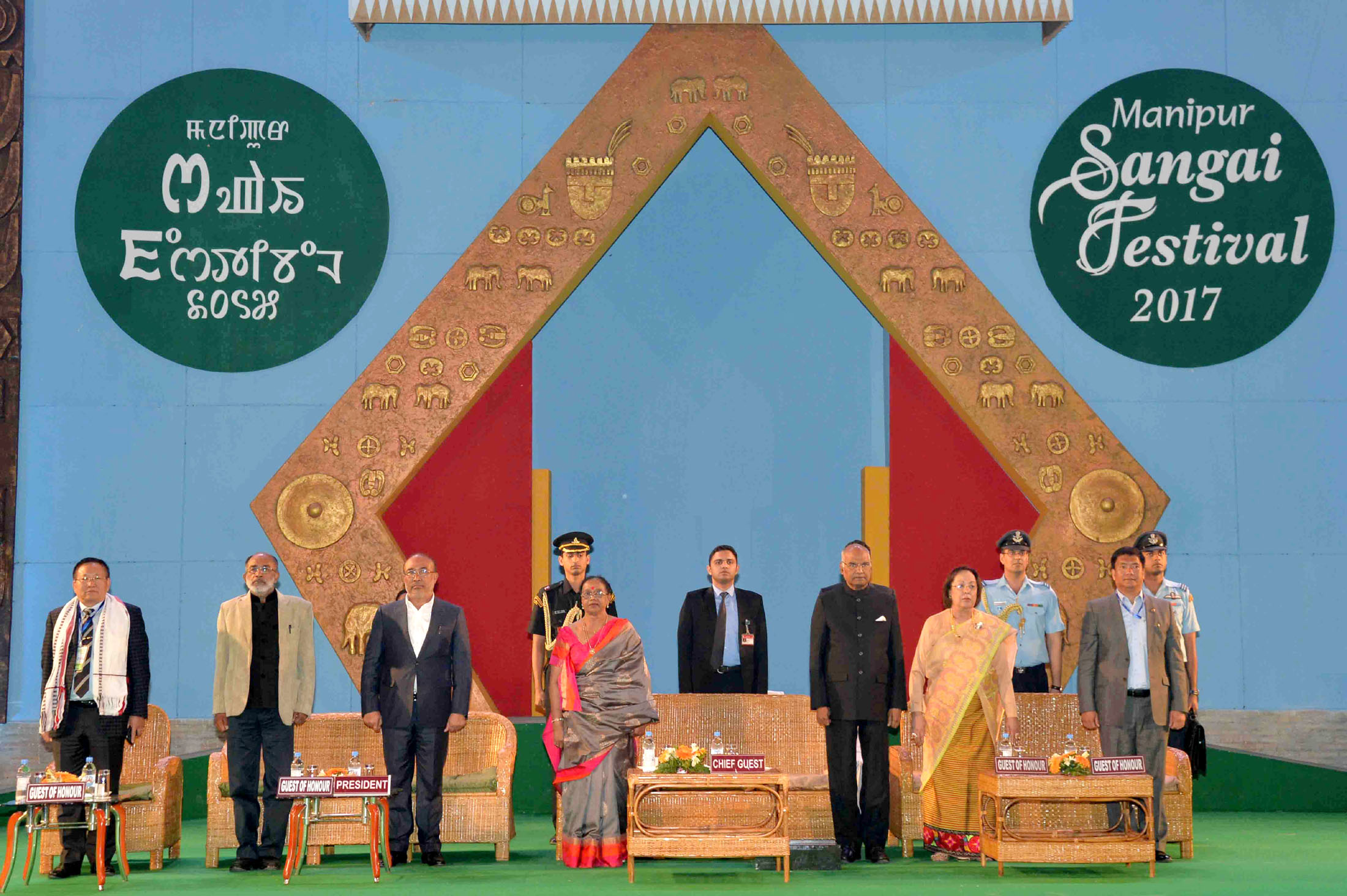
رام ناث كوفيند في الحدث الافتتاحي ل "مهرجان منيبور سانغاي 2017"

مهرجان سانغاي هو حدث ثقافي سنوي يُقام في منيبور من 21 إلى 30 نوفمبر تنظمه إدارة السياحة. عُرف المهرجان في السابق باسم مهرجان السياحة لكنه سمي بالاسم الحالي منذ عام 2010 على اسم الغزلان النادرة المعروفة باسم سانغاي. يُحتفل بهذا المهرجان لتعزيز منيبور كوجهة سياحية عالمية، ويُظهر مساهمات الولاية في مجالات الفن والثقافة والنسيج اليدوي والحرف اليدوية والفنون الجميلة والرياضات التقليدية والمطبخ والموسيقى والرياضات المغامرة. يُقام المهرجان بشكل أساسي في مناطق وادي إنفال، ويجذب العديد من السياح من حول العالم.

### نينغول شاكوبا
يقام المهرجان في 9 نوفمبر وهو مهرجان اجتماعي لشعب ميتي، تُدعى فيه النساء المتزوجات (Ningol) إلى وليمة في منزل والديهن مع أطفالهن (Chakouba). بالإضافة إلى الوليمة تقدم الهدايا للنساء وأطفالهن. يُعزز ويُجدد هذا المهرجان الروابط الأسرية بين النساء المتزوجات اللواتي يعشن بعيدًا وعائلاتهن الأصلية. وفي الوقت الحالي، بدأت مجتمعات أخرى بالاحتفال بهذا النوع من المهرجانات التي تُعزز الروابط الأسرية.

### الكوت
يُقام مهرجان الكوت بعد مهرجان الحصاد في نوفمبر، وتشارك فيه بالأساس قبائل كوكي جين ميزو، وقد أصبح الاحتفال واحدًا من المهرجانات البارزة في الولاية. المهرجان ليس حكرًا على مجتمع أو قبيلة بعينها - إذ يشترك سكان الولاية جميعًا في الاحتفالات. أعلنت الولاية أن 1 نوفمبر من كل عام عطلة رسمية للاحتفال بالكوت.

### ياوسانغ
يقام في فبراير أو مارس ويعتبر أحد أكبر مهرجانات منيبور. يعتبر المهرجان النسخة الإقليمية من مهرجان هولي.

### خوادو باوي
خوادو باوي هو مهرجان الحصاد لشعب تيديم، الذي يُعرف بالسوكتي في الهند والزومي في ميانمار. يُقام هذا المهرجان سنويًا في شهري سبتمبر وأكتوبر عقب موسم الحصاد.

### شيراوبا

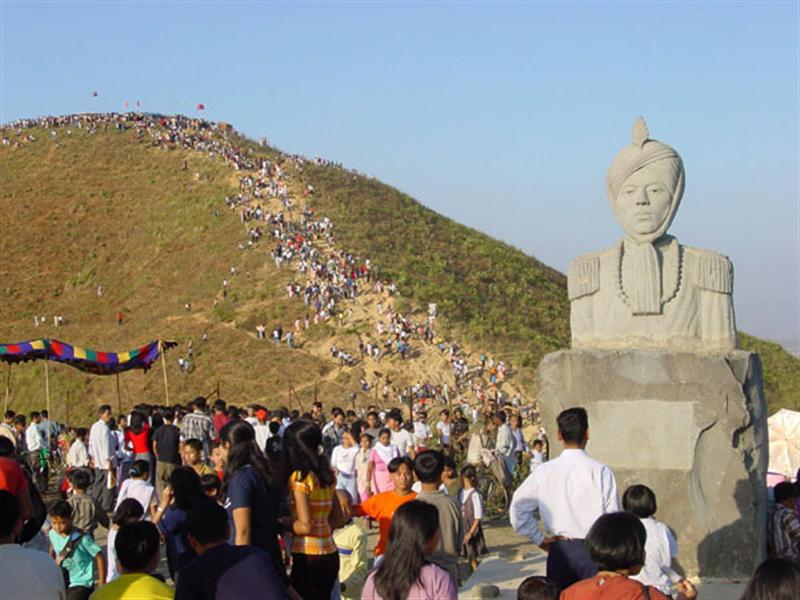
أناس يحتفلوا بمهرجان شيروابا

يُقام المهرجان في مارس أو أبريل وهو رأس السنة في منيبور. يقوم سكان منيبور بتنظيف منازلهم وتزيينها وإعداد مجموعة متنوعة من الأطباق الفاخرة لتناول الطعام بعد تقديمها للآلهة في هذا اليوم. يتسلق الناس قمم التلال بعد الوليمة في اعتقاد أن ذلك سييسر لهم التفوق في حياتهم.

## الملاحظات
1. ↑  قبائل الكوكي القديمة التي تصنف نفسها من قبائل الكوكي: أيمول وشيرو وكوم وكويرينغ وخارام وورالتي. وقبائل الناغا: تشوث وكويراو ولامكانج ومارينج ومويون ومونسانغ ووروم وتاراو.[98]
2. ↑  السانماهية هي الديانة الأصلية لشعب الميتي وهي ديانة متعددة الآلهة.[109]

## روابط خارجية
حكومية
- الموقع الرسمي
- Official Tourism Site of Manipur

معلومات عامة
- Manipur على مشروع الدليل المفتوح
- معلومات جغرافية متعلقة بمنيبور على خريطة الشارع المفتوح